# Cavellioropa huttoni
Cavellioropa huttoni är en snäckart som först beskrevs av Suter 1890.  Cavellioropa huttoni ingår i släktet Cavellioropa och familjen Charopidae. Inga underarter finns listade i Catalogue of Life.